# 861
Évszázadok: 8. század – 9. század – 10. század
Évtizedek: 810-es évek – 820-as évek – 830-as évek – 840-es évek – 850-es évek – 860-as évek – 870-es évek – 880-as évek – 890-es évek – 900-as évek – 910-es évek
Évek: 856 – 857 – 858 – 859 –  860 – 861 – 862 – 863 – 864 – 865 – 866

## Események

### Európa
- Weland viking vezér Kopasz Károly nyugati frank király felbujtására 200 hajójával blokád alá veszi a szajnai vikingeket Oscelles szigetén. Azok kétszer annyi ezüstöt fizetnek neki, mint a király (6 ezer fontot) és hagyja őket elhajózni.
- Kopasz Károly békét köt a lázadó Erős Róberttel és kinevezi őt a Szajna és Loire közti vidék őrgrófjává.
- Viking portyázók ismét megsarcolják Párizst.
- Vasbordájú Björn és Hastein flottája a Földközi-tengeren Szicíliát és Észak-Afrikát fosztogatja.
- Német Lajos keleti frank király fia, a Karantániát kormányzó Karlmann apja jóváhagyása nélkül lecseréli a délkeleti határvidék parancsnokait a saját híveire, majd fellázad apja ellen.
- A Salernói Hercegségben az arisztokrata Guaifer lázadást indít Adhemar herceg ellen, akit börtönbe vettet, majd megvakíttat.

### Abbászida Kalifátus
- Al-Mutavakkil kalifa utasítást ad Kairóban egy nilométer (a Nílus vízállását mérő szerkezet) építésére.
- Al-Mutavakkil vezírjének tanácsára legidősebb fia, al-Muntaszir helyett második fiát, al-Mutazzt akarja kinevezni örökösének. Amikor elkobozza az al-Muntaszirt támogató türk testőrparancsnok, Vaszif al-Turki birtokait, az meggyilkolja a kalifát és a vezírt, al-Muntaszirt pedig kalifának kiáltják ki. Ezzel kezdetét veszi a kalifátus "szamarrai anarchia" elnevezésű kaotikus, instabil korszaka, amely 870-ig tart.
- Szisztánban Jakub ibn al-Lajsz al-Szaffar megdönti a kormányzó uralmát és kikiáltja magát emírré, megalapítva az önálló Szaffárida államot.

### Távol-Kelet
- Meghal Honan, a koreai Silla királya. Mivel fia nincs, utóda rokona, Kjongmun.
- A japán Kjúsú szigetén meteorit csapódik be és darabjait elhelyezik egy szentélyben. Ez az első dokumentált meteoritbecsapódás.

## Születések
- Abdalláh ibn al-Mutazz, al-Mutazz kalifa fia, költő
- Al-Mutadid, abbászida kalifa

## Halálozások
- december 11. - Al-Mutavakkil, abbászida kalifa
- Honan, sillai király
- Szent Meinrád, német remete
- Pribina, alsó-pannóniai fejedelem
- Prudentius, troyes-i püspök

## Fordítás
- Ez a szócikk részben vagy egészben  a(z)   861 című angol Wikipédia-szócikk ezen változatának fordításán alapul.  Az eredeti cikk szerkesztőit annak laptörténete sorolja fel. Ez a jelzés csupán a megfogalmazás eredetét és a szerzői jogokat jelzi, nem szolgál a cikkben szereplő információk forrásmegjelöléseként.